# Ventilator cu impuls

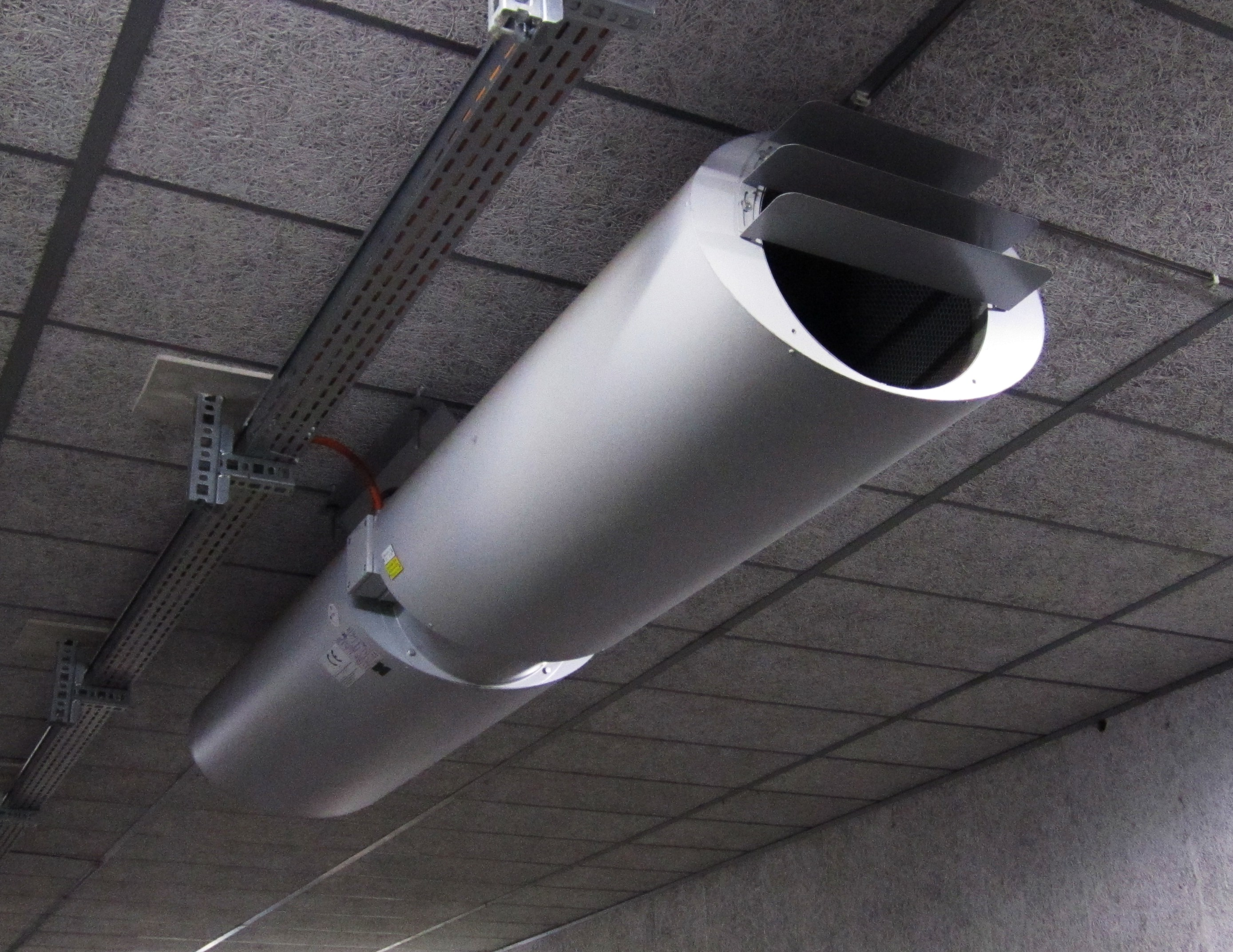
Ventilator cu impuls într-o parcare, montat sub tavan

Un ventilator cu impuls sau ventilator cu jet de aer) este un ventilator axial montat într-un tub, utilizat pentru a evacua fumul și gazele nocive, pentru a ventila tunelurile, pasajele subterane și parcările subterane prin amplificarea unui tiraj natural sau a unui tiraj generat de vehiculele care trec prin ele. Ventilatoarele cu impuls au fost folosite în Europa de la începutul anilor 1960.

## Detalii constructive și funcționare
Un ventilator cu jet constă în esență dintr-un tub alungit, în mijlocul căruia funcționează un ventilator axial acționat electric. Fluxul de aer expulzat antrenează aerul din jur în secțiunea transversală a tunelului și astfel asigură o mișcare a întregii coloane de aer într-un tub de tunel.
Direcția de ventilație poate fi adesea inversată în direcția opusă de curgere, pentru a putea corespunde unei direcții de deplasare schimbătoare sau unui tiraj natural. De obicei se folosesc mai multe ventilatoare cu jet unul langă altul și la intervale regulate pentru a putea garanta rata de schimb de aer necesar. Tuburile de intrare și de evacuare sunt proiectate ca amortizoare de zgomot.